# Гудереде
Гудереде (нід. Goedereede, нід. вимова: [ˌɣudəˈreːdə] ( прослухати)) — місто в нідерландській провінції Південна Голландія. Входить до муніципалітету Гуре-Оверфлакке.
Його площа становить 153,85 км², а населення станом на 2012 рік складало 2 050 осіб.
До початку 2013 року мало статус окремого муніципалітету.